# Флетвудський монстр

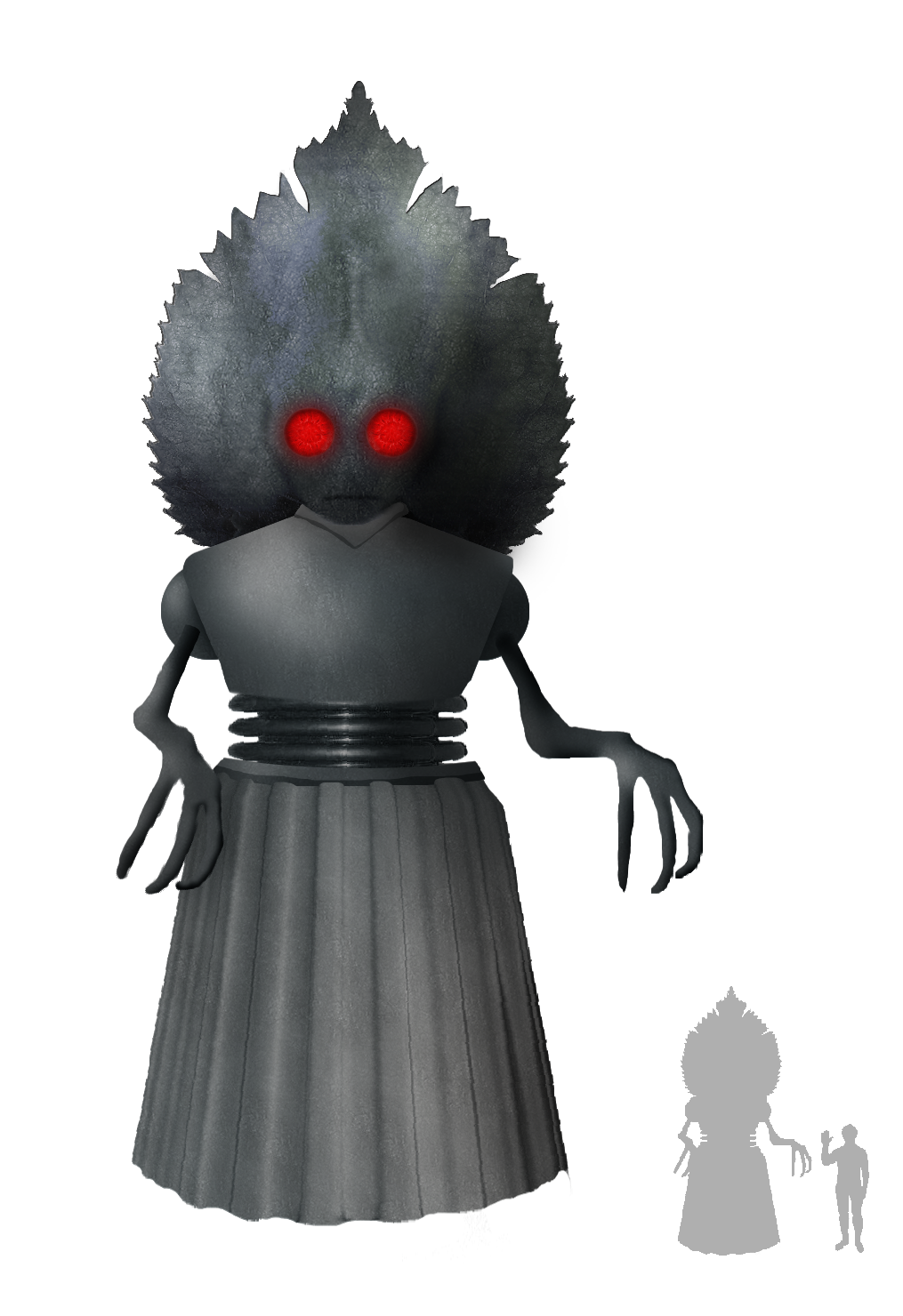
Флетвудський монстр (реконструкція)

Флетвудський монстр, також відомий як монстр округу Брекстон або привид Флетвуду, є невідомою, можливо, загадковою або інопланетною істотою у фольклорі Західної Вірджинії і живе на плоскому дереві в окрузі Брекстон, Західна Вірджинія, США. Розповіді про цю істоту є прикладами так званого тісного контакту . Він має певну репутацію в Японії, де його називають " 3-метровим інопланетянином" .

## Зовнішній вигляд
Повідомлялося про два об'єкти, пов'язані з монстром Флетвуду. Перший описується як велика пульсуюча сфера червоного світла, що ширяє над "контактером" або знаходиться на землі. Деякі дослідники НЛО вважають, що це міг бути інопланетний корабель, пілотований іншим об'єктом.
Опис другого об'єкта відрізняється. Більшість із них кажуть, що істота була висотою не менше 10 футів і мала  червоне обличчя та зелене тіло з середини. Свідки описували голову істоти як опуклі не людські очі та опуклість у формі серця або велику пухлину у формі серця за нею. Тіло істоти було  описано як гуманоїдне, і воно було одягнене в темну плісировану спідницю, яка пізніше була описана як зелена. Деякі джерела повідомляють, що істота не мала видимої зброї, тоді як інші описують її з короткою "вирізаною" зброєю, а інші також повідомляють про ціпкі пальці, що стирчать з передньої частини тіла істоти.     .

## Хронологія подій
У 1952 році 12 вересня, о 19:15 вечора, два брати Едвард та Фред Мей та їх друг Томмі Хаєр (13, 12 та 10 років відповідно) грали у футбол на дитячому майданчику та спостерігали яскраві предмети в небі. Об'єкт приземлився на території, що належить місцевому фермеру Бейлі Фішеру.
Хлопці вирушили до будинку Кетлін Мей, матері братів Мей, де повідомили, що бачили, як НЛО приземлився на пагорбі. Пізніше місіс Мей у супроводі місцевих дітей, 14-річного Ніла Нанлі та 10-річного Ронні Шейвера, а також 17-річного офіцера Національної гвардії Західної Вірджинії Юджина Лемона, вирушила на ферму Фішера і спробувала знайти те, що вони бачили.
Лемонна собака побігла вперед і раптом загавкала, а через деякий час побігла назад до людей, піджавши хвіст. Пройшовши близько чверті милі (400 м), група дійшла до вершини пагорба, де, як повідомляється, вони побачили велику пульсуючу "вогненну кулю" приблизно в 50 футах (15 м) праворуч від себе. Вони також виявили там токсичний туман, який спалив їм очі та ніс. Потім Лемон помітив два маленьких ліхтаря зліва, прямо над предметом під сусіднім дубом, направив на них промінь ліхтарика і освітлив істоту висотою 10 футів. Як повідомляється, він видав різкий шиплячий звук, перш ніж сковзнути до групи, змінюючи напрямок і прямуючи прямо до червоного світла. У цей момент група в паніці бігла вниз по схилу.
Повернувшись додому, місіс Май зв'язалася з місцевим шерифом Робертом Карром та Лі Стюартом, співвласником місцевої газети «Брекстонський демократ». Стюарт опитав дітей і пізніше тієї ж ночі повернувся туди з Лемоном, як він повідомив: "огидний, згорілий металевий запах все ще переважав". Шериф Карр і його заступник Барнелл протягом тривалого часу обстежували різні місця в цьому районі, але не повідомили про виявлення слідів зіткнення.
Наступного дня, рано вранці в суботу, 13 вересня, Лі Стюарт відвідав місце зустрічі вдруге і виявив у грязі 2 подовжених відбитка ніг і сліди густої чорної рідини. Він негайно повідомив про них як про можливу ознаку посадки літаючої тарілки, припускаючи, що транспортний засіб не рухався в районі принаймні рік. Пізніше, було виявлено, що він, ймовірно, був залишений пікапом "Шевроле" 1942 року випуску, за кілька годин до виявлення Стюартом, що належить місцевому жителю Максу Локарду.

## Наслідки для здоров'я
Після зустрічі з створінням 12 вересня кілька членів групи повідомили про появу симптомів, подібних до тих, які вони відчували раніше під час перебування в тумані, що виділяється ним. Симптоми включали подразнення носа та набряк горла. Лемон цілу ніч страждав від блювоти та спазмів, і протягом наступних кількох тижнів у нього були проблеми з горлом.
Як повідомляється, лікар, який лікував кількох свідків, описував симптоми, подібні до тих, що були у жертв гірчичного газу, але такі симптоми можуть бути пов'язані з травматичними або шокуючими подіями  .

## Аналогічні повідомлення
Вважається, що багато місцевих жителів були свідками невідомих об'єктів під час цього інциденту, але всі їх описи сильно відрізняються один від одного: надходили повідомлення про кілька літаючих об'єктів; одному, що розпадається на кілька; деякі повідомляли про приземлення або катастрофу, але деякі - ні. Історія поширилася по всій країні і потрапила до багатьох газет, радіо та телевізійних шоу, зокрема; 19 вересня в Нью-Йорку ці припущені  події стали темою телешоу "We the People". Вони спробували пов'язати цю подію з появою НЛО над Вашингтоном в липні того ж року
Після інциденту Вільям і Донна Сміт, дослідники, пов'язані з громадським інститутом вивчення НЛО в Лос-Анджелесі, отримали повідомлення від очевидців, які стверджували, що вони спостерігали схожі явища. Ці повідомлення включали розповіді матері та її 21-річної дочки, які стверджували, що стикалися з істотами з однаковою зовнішністю та запахом за тиждень до інциденту 12 вересня. В результаті цієї зустрічі, згідно з їхніми повідомленнями, дочка була дуже травмована, тому була змушена провести в лікарні Кларксубрга 3 тижні. Вони також отримали повідомлення від матері Ежена Лемона. У ньому вона повідомила, що в момент передбачуваної аварії її будинок сильно трясло і радіо не працювало протягом 45 хвилин, а також отримала повідомлення від директора місцевої ради з освіти, який стверджував, що бачив, як НЛО злетів о 6:30 ранку 13 вересня (на наступний ранок після відкриття цієї істоти).

## Скептичні пояснення
Проаналізувавши інцидент через 48 років після події, Джо Нікель, співробітник слідчої групи організації CSI, скептично поставився до паранормальних явищ, зазначивши, що в 2000 році яскраве світло в небі, про яке повідомляли свідки 12 вересня, ймовірно, був метеоритом, пульсуюче червоне світло, ймовірно, наближався до землі. з літака або з маяка, а істота, описане свідком, подарувало йому сову. Він дійшов висновку, що це нагадало йому про сову. Джо стверджує, що останні дві ситуації були спотворені через підвищену тривожність, яку відчували свідки після того, як вони помітили першу. Висновки нікелю були підтримані багатьма іншими дослідниками, в тому числі з повітряних сил США  .
Метеорити спостерігалися в Меріленді, Пенсільванії та Західній Вірджинії в ніч на 12 вересня, а також були помилкові повідомлення про те, що палаючий літак розбився на схилі пагорба Елк-Рівер, приблизно в 11 милях (18 км) на південний захід від того місця, яке є орієнтовним місцем спостереження за істотою. Із зони спостереження також було видно 3 миготливих червоних ліхтаря літака, і, можливо, свідки сплутали мерехтливі червоні вогні, з червоним кольором обличчя істоти.
Нікель дійшов висновку, що форма, рух і звук, видані істотою, про яку повідомляли очевидці, також відповідали силуету, способу польоту та звуку сипухи, що сидить на гілці дерева, і дослідники дійшли висновку, що нижнє листя сови могло створити ілюзію нижньої частини істоти (описаної як зелена спідниця в складку). Дослідники також виявили відсутність згоди серед свідків щодо того, чи була у істоти зброя, у поєднанні з розповіддю Кетлін Мей про наявність у нього «невеликих, чіпких рук», які «були витягнуті перед ним», також відповідає опису сипухи з кігтями, що стискають гілку дерева .
Альтернативні пояснення, висунуті місцевими ЗМІ, включають версію про те, що група була свідком падіння метеорита 12 вересня, в результаті чого утворилася хмара пари у формі людини, і версію про те, що вони нібито бачили якийсь секретний урядовий літак .

## Вплив на масову культуру
Незабаром після того, як з'явилася перша інформація про нього, Флетвудський монстр став предметом багатьох псевдо наукових публікацій. Але найбільшу популярність  він набув в Японії в 1970-х роках, під час "вибуху" НЛО, де і отримав назву "3-метрового прибульця". У цій країні він став героєм дитячих книг, аніме та прототипом іграшок    .
Щорічно у Флетвудсі, Західна Вірджинія, проводиться фестиваль на честь "Зеленого звіра", що триває з п'ятниці до середини неділі, де грає жива музика, відкривається музей монстра і проводяться екскурсії по таємничих місцях місцях.
Вийшов у 2019 році на History Channel серіал « Проект „Синя книга“ » (1 сезон, 2 серія).

У 2018 році істота була включена до гри Fallout 76 .